# Francesco Carelli
Francesco Carelli (Conversano, 8 ottobre 1758 – Napoli, 17 settembre 1832) è stato un numismatico, archeologo e antiquario italiano.

## Biografia
Fu uno studioso delle antichità ed in particolare di numismatica antica. Carelli è l'autore di: «Dissertazione sul origine dell'architectura sacra», pubblicato a Napoli nel 1831.
L'opera più nota è comunque «Nummorum veterum Italiae, quos ipse collegit, et ordine geographico disposuit descriptio» pubblicata a Napoli nel 1812. Il testo fu ripubblicato nel 1850 a Lipsia con le 102 tavole curate da Celestino Cavedoni, un abate modenese (Francisci Carellii Nvmorvm Italiae Veteris Tabvlas CCII).
Nel 1812 divenne amministratore dell'osservatorio astronomico di Capodimonte. 
L'anno successivo fu uno dei componenti della commissione nominata su iniziativa dell'allora Ministro degli interni Giuseppe Zurlo. La commissione stilò un regolamento sugli scavi archeologici di Pompei.
Fu membro della Massoneria. 

## Opere
- Nummorum veterum Italiae, quos ipse collegit, et ordine geographico disposuit descriptio. Neapolis 1812
- Francisci Carellii Nvmorvm Italiae Veteris Tabvlas CCII. Lipsiae 1850
- Elogio di Gabriello Lancelotto Castello Principe di Torremuzza, Recitato nell'accad. del buon gusto da Francesco Carelli. in on. di Gabriele Lancilotto-Castello (1727-1794). Palermo, 1794[3]